# آدریان بک
آدریان بک (انگلیسی: Adrian Beck؛ زادهٔ ۹ ژوئن ۱۹۹۷) بازیکن فوتبال است.